# Labial Geyser
Labial Geyser est un geyser de type « cône » situé dans le Lower Geyser Basin dans le parc national de Yellowstone aux États-Unis.
Il fait partie du Pink Cone Group dont font aussi partie Bead Geyser, Box Spring, Dilemma Geyser, Narcissus Geyser, Pink Geyser et Pink Cone Geyser.
Les éruptions de Labial durent moins de 2 minutes et font 7,6 m de hauteur. L'intervalle habituel entre deux éruptions est compris entre 6 et 9 heures. Une éruption sera parfois suivie, dans les 30 minutes suivantes, d'une autre éruption. Avant une éruption, l'eau monte et descend dans l'orifice. Lors d'une éruption, Labial projette l'eau jusqu'à une hauteur de 7,6 m à un angle aigu ; un autre orifice projette l'eau jusqu'à 1,8 m ; et une autre source atteint entre 0,30 et 0,61 m de hauteur. Après l'éruption, Labial continue de jaillir de l'eau de l'orifice, ce qui mène rarement à une brève deuxième ou même troisième éruption, sans perte de puissance.
Labial a deux geysers satellites (satellite geysers en français) qui réagissent aux éruptions de Labial mais qui peuvent aussi entrer en éruption indépendamment de Labial. Leurs intervalles entre deux éruptions ne sont pas prévisibles, avec des durées de moins d'une minute. L'orifice situé à l'est atteint 1,8 m, tandis que l'orifice situé à l'ouest atteint 3,0 m.